# Rondeletia ligulata
Rondeletia ligulata är en måreväxtart som beskrevs av Ignatz Urban. Rondeletia ligulata ingår i släktet Rondeletia och familjen måreväxter. Inga underarter finns listade i Catalogue of Life.